# Da'an
Pour les articles homonymes, voir Da'an (homonymie).
Da'an (大安 ; pinyin : Dà'ān) est une ville de la province du Jilin en Chine. C'est une ville-district placée sous la juridiction administrative de la ville-préfecture de Baicheng.

## Démographie
La population du district était de 428 153 habitants en 1999.